# Edzard II van Oost-Friesland
Edzard II (Greetsiel, 24 juni 1532 – Aurich, 1 maart 1599) was graaf van Oost-Friesland.  

## Biografie
Edzard II werd geboren in Greetsiel. Hij was de zoon van Enno II Cirksena van Oost-Friesland en Anna van Oldenburg.  Op 1 oktober 1559 trouwde hij te Stockholm met Catharina van Zweden, de dochter van Gustaaf I van Zweden. Hij werd zo de enige graaf van Oost-Friesland die met een koningsdochter wist te trouwen. Edzards broer Johan veroorzaakte bij het huwelijk schandaal, waardoor Johan gevangen werd gezet en Edzard onder huisarrest werd geplaatst. Beiden konden pas in 1561 huiswaarts keren.
Hij  speelde een grote rol bij de Opstand van Emden in 1595. Edzard II was luthers, de stad Emden zwaar calvinistisch, zeker na de komst van protestantse vluchtelingen uit de Nederlanden. Bij de opstand verwierf Emden een grote mate van onafhankelijkheid.
Edzard II is een directe voorvader van de Nederlandse koning Willem-Alexander en de Britse prins William (Kroonopvolger van de Britse troon na zijn vader koning Charles III)

## Kinderen
- Margareta (1560-1588)
- Anna van Oost-Friesland, (1562-1621), trouwde (1) in 1583 met keurvorst Lodewijk VI van de Palts, trouwde (2) in 1585 met Ernst Frederik van Baden-Durlach, trouwde (3) in 1617 met Julius Hendrik van Saksen-Lauenburg
- Enno III van Oost-Friesland, (1563-1625)
- Jan III van Rietberg, (1566-1625)
- Christoph, (1569-1636)
- Edzard , (ca. 1571-1572)
- Elisabeth, (ca. 1572-1573)
- Sophia, (1574-1630)
- Karel Otto (1577-1603)
- Maria, (1582-1616), echtgenote van Julius Ernst van Brunswijk-Dannenberg.